# Parafia św. Antoniego Padewskiego w Cikowicach
Parafia św. Antoniego Padewskiego w Cikowicach – parafia rzymskokatolicka, znajdująca się w diecezji tarnowskiej, w dekanacie Bochnia Zachód.

## Zasięg parafii
Do parafii należą wierni z miejscowości: Cikowice, Damienice i Stanisławice.

## Historia parafii
Historia położonej nad Rabą miejscowości Cikowice sięga średniowiecza. Jednak do początków XX wieku wieś wraz z Damienicami i Stanisławicami należała do parafii w Łapczycy, a świątynią parafialną był kościół zbudowany przez Kazimierza Wielkiego około roku 1340.
Ustanowienie nowej parafii i budowę kościoła w Cikowicach zainicjował ówczesny biskup tarnowski Leon Wałęga w czasie swej wizytacji w parafii w Łapczycy w 1906 roku. Podczas uroczystości św. Antoniego Padewskiego w 1909 roku rozpoczęto gromadzenie funduszy na budowę świątyni w Cikowicach. Kościół został wybudowany w latach 1913–1918.
1 grudnia 1919 roku biskup Wałęga wyłączył z parafii w Łapczycy trzy wioski i uznał farę w Cikowicach za okręg filialny. W dniu 5 września 1923 roku dokonał on konsekracji kościoła, a niecałe dwa lata później, 10 maja 1925 roku erygował parafię, której pierwszym proboszczem został ks. Jan Dymurski.
W latach 80. powstały dwa kościoły filialne: kościół św. Maksymiliana Marii Kolbego w Damienicach i kościół św. Stanisława Biskupa w Stanisławicach. Od 2009 proboszczem jest ks. dr Leszek Durlak.